# Droit comparé du mariage franco-algérien
 (avril 2025).
La mise en forme du texte ne suit pas les recommandations de Wikipédia : il faut le « wikifier ».
Les points d'amélioration suivants sont les cas les plus fréquents. Le détail des points à revoir est peut-être précisé sur la page de discussion.
- Les titres sont pré-formatés par le logiciel. Ils ne sont ni en capitales, ni en gras.
- Le texte ne doit pas être écrit en capitales (les noms de famille non plus), ni en gras, ni en italique, ni en « petit »…
- Le gras n'est utilisé que pour surligner le titre de l'article dans l'introduction, une seule fois.
- L'italique est rarement utilisé : mots en langue étrangère, titres d'œuvres, noms de bateaux, etc.
- Les citations ne sont pas en italique mais en corps de texte normal. Elles sont entourées par des guillemets français : « et ».
- Les listes à puces sont à éviter, des paragraphes rédigés étant largement préférés. Les tableaux sont à réserver à la présentation de données structurées (résultats, etc.).
- Les appels de note de bas de page (petits chiffres en exposant, introduits par l'outil «  Source ») sont à placer entre la fin de phrase et le point final[comme ça].
- Les liens internes (vers d'autres articles de Wikipédia) sont à choisir avec parcimonie. Créez des liens vers des articles approfondissant le sujet. Les termes génériques sans rapport avec le sujet sont à éviter, ainsi que les répétitions de liens vers un même terme.
- Les liens externes sont à placer uniquement dans une section « Liens externes », à la fin de l'article. Ces liens sont à choisir avec parcimonie suivant les règles définies. Si un lien sert de source à l'article, son insertion dans le texte est à faire par les notes de bas de page.
- La présentation des références doit suivre les conventions bibliographiques. Il est recommandé d'utiliser les modèles {{Ouvrage}}, {{Chapitre}}, {{Article}}, {{Lien web}} et/ou {{Bibliographie}}. Le mode d'édition visuel peut mettre en forme automatiquement les références.
- Insérer une infobox (cadre d'informations à droite) n'est pas obligatoire pour parachever la mise en page.

Pour une aide détaillée, merci de consulter Aide:Wikification.
Si vous pensez que ces points ont été résolus, vous pouvez retirer ce bandeau et améliorer la mise en forme d'un autre article.
 (avril 2025).
- Si vous ne connaissez pas le sujet, laissez ce bandeau (vous pouvez alors contacter les auteurs).
- Si vous supprimez le contenu mis en cause (vous pouvez préalablement contacter les auteurs),

argumentez précisément cette suppression dans la page de discussion
(un manque de référence n'est pas un argument ; une recherche réelle de référence doit avoir été effectuée, être formellement documentée).
 (juin 2012).
La comparaison des droits positifs entre la France et l'Algérie en matière de mariages est un cas courant de droit international : si dans les deux pays le mariage est un des actes les plus importants de la vie, les fondements juridiques qui encadrent cette union sont fort différents. Alors que dans le premier pays le mariage est civil, il est d'inspiration religieuse dans le second. Ainsi, les prérequis, les conséquences, la dissolution ainsi que les conséquences de la dissolution de cet acte juridique majeur sont fondamentalement éloignées.
En mai 2006, les nombreux mariages contractés entre Algériens et Français ont permis de développer une jurisprudence complète sur ce point de droit international. Celle-ci est perturbée par les situations politiques intérieures française et algérienne à cette époque, par les relations ambiguës entre la France et l'Algérie ainsi que par les tensions diplomatiques et consulaires sous-jacentes.

## Préambule
Du point de vue français comme algérien, le mariage représente un acte de la vie des plus solennels. Il est même assez subtilement défini en droit algérien ; selon l'article 4 du Code de la famille du 9 juin 1984 amendé et complété par l'ordonnance présidentielle du 27 février 2005, 

« Le mariage est un contrat consensuel passé entre un homme et une femme dans les formes légales. Il a, entre autres buts, de fonder une famille basée sur l'affection, la mansuétude et l'entraide, de protéger moralement les deux conjoints et de préserver les liens familiaux. »

Première divergence, cette solennité peut n’être que civile en France (par devant le maire ou l'un de ses adjoints), tandis qu’en Algérie, le mariage se dédouble en mariage religieux et en mariage civil, encore que la réforme de 2005 tende à institutionnaliser le mariage en impliquant le ministère public dans les mariages.
Cette contribution pourrait être déclinée selon le pays de résidence de l’intéressé(e) en distinguant plusieurs situations :
- Le cas d’un Algérien se mariant en Algérie avec une Française ;
- Le cas d’une Algérienne se mariant en Algérie avec un Français ;
- Le cas d’un Algérien se mariant en France avec une Française ;
- Le cas d’une Algérienne se mariant en France avec un Français.

Compte tenu des données migratoires, ce sera le cas, le plus souvent, de l’Algérien ou de l’Algérienne venant en France épouser un (ou une) Français(e), l’inverse demeurant partie congrue. Il se peut néanmoins que le mariage se produise en Algérie, ce qui aura des répercussions au plan du droit international privé par l’entremise de la loi du lieu de célébration (lex loci celebrationis) ou de la loi du statut personnel de l’intéressé(e). En droit international privé français, l'alinéa 3 de l'article 3 du code civil, règle de conflit de lois originellement destinée à gouverner la situation des nationaux d'un État, mais rendue applicable aux situations étrangères par la jurisprudence, sera appliquée distributivement à chacun des époux, c'est-à-dire que chacun reste soumis aux dispositions du droit interne concernant l'état des personnes. Encore que c’est bien souvent la lex fori (loi du for, autrement dit la loi du juge saisi) qui déterminera les conséquences du mariage et du divorce (unilatéralisme), en l'occurrence la loi algérienne, qui laisse au pouvoir réglementaire la question des mariages binationaux (v. infra).
Ce n'est néanmoins pas cette structure d’article qui sera suivie, mais plus simplement la construction et la consolidation, l’effacement et la rupture de l’union maritale franco-algérienne.

## La construction et la consolidation de l’union maritale franco-algérienne
En comparant les « prémisses » du mariage puis sa célébration, il conviendra de prendre la mesure des divergences et difficultés, non dirimantes mais souvent pesantes, à surmonter pour que l’union maritale puisse se réaliser, en présence surtout d’un droit algérien fondé sur le patriarcat, dont la famille « constitue la cellule de base de la société » (art. 2 du Code algérien de la famille du 9 juin 1984 - L’article 2 poursuit :

« La famille se compose de personnes unies par les liens du mariage et par les liens de parenté »

L’article 3 introduit une dimension sociale ethnologiquement intéressante :

« La famille repose dans son mode de vie sur l’union, la solidarité, la bonne entente, la saine éducation, la bonne moralité et par les liens de parenté. »

La récurrence des liens de parenté semble en décalage avec l’urbanisation grandissante (60 % de la population est urbaine – estimation 2000).

### Les prémices du mariage franco-algérien
L'étude des prémices du mariage abordera de manière thématique les conditions tenant à la religion (1), celles tenant au consentement et à l’âge (2), les fiançailles (3) et d’autres considérations d’ordre social et d’ordre public (4).

#### Les conditions tenant à la religion

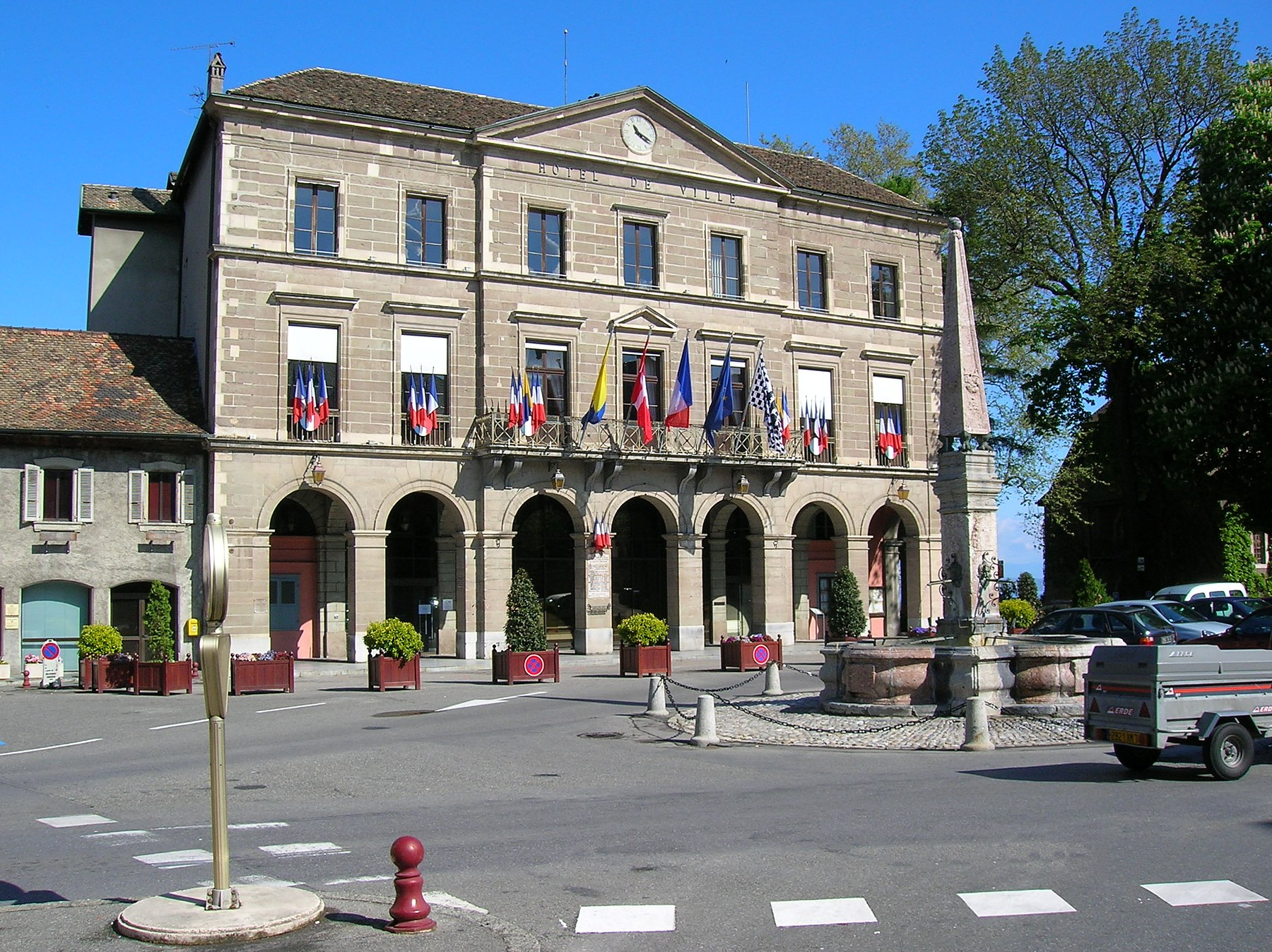
Mairie en France (Thonon, Haute-Savoie)

En France le mariage religieux n'a aucune valeur légale depuis 1791 et la religion n'entre pas dans les conditions relatives aux futurs époux, le mariage peut donc être célébré quelle que soit la religion de l'épouse ou de l'époux. La suite de ce paragraphe ne concernera donc qu'un mariage ayant lieu sur le territoire algérien.

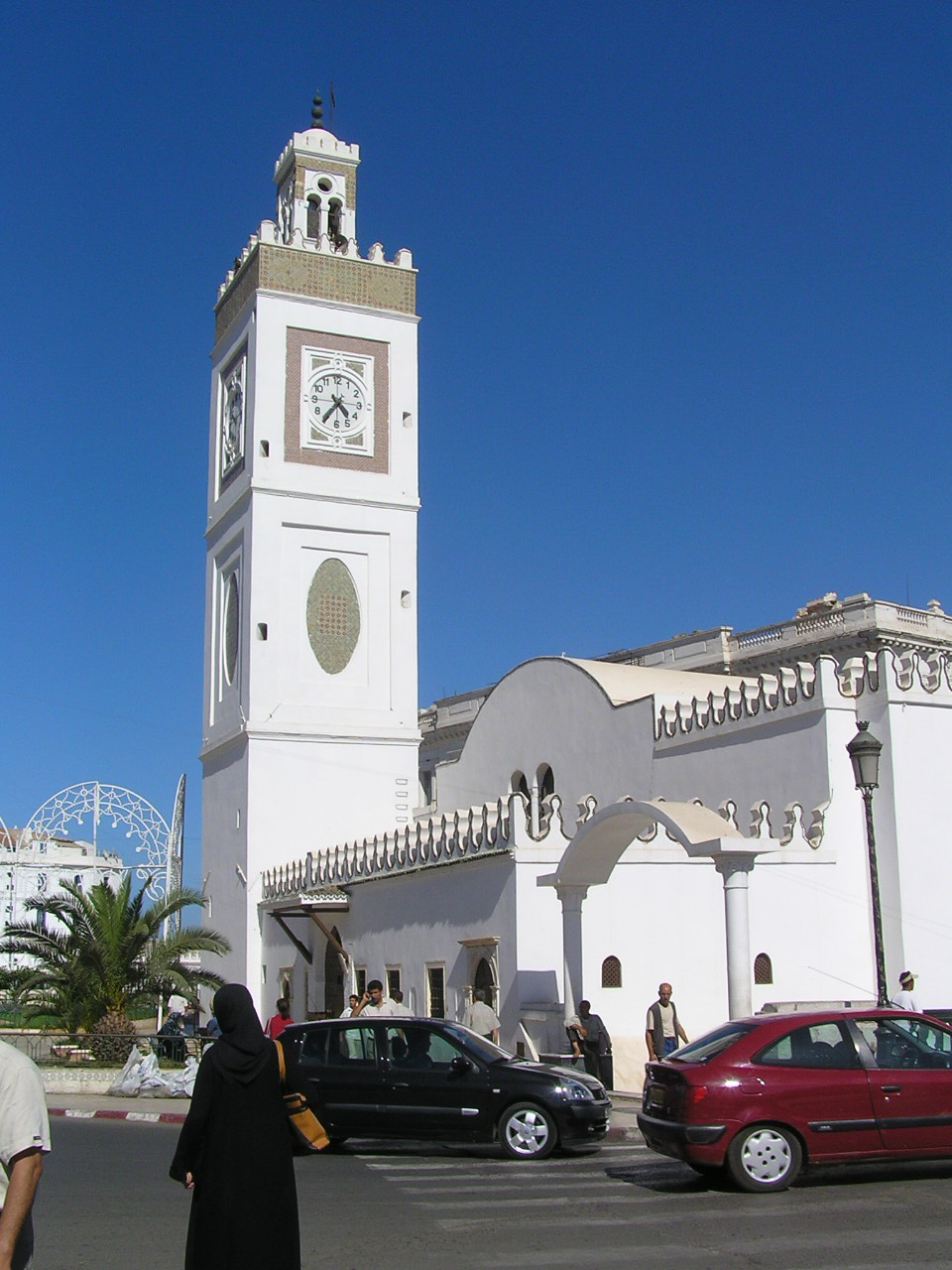
Mosquée à Alger

En Algérie, la cohésion confessionnelle peut être exigée par la famille (l’article 31 du Code algérien de la famille de 1984 disposait fermement que « la musulmane ne peut épouser un non-musulman »). La réforme de 2005 a un tant soit peu modifié cette approche : désormais, les musulmanes épousant des non-musulmans sont considérées comme temporairement prohibées, dans l'attente de la conversion à l'islam de leur conjoint. Lorsque cette cohésion n’existe pas, il faut que le candidat au mariage se convertisse à la religion de l’autre.
Cet article n'aborde que la conversion à l’islam, car elle est une exigence dans l’immense majorité des cas.

Comme l’a écrit G. A. L. Droz : 
« Le mariage islamique, quoique peu marqué par le formalisme, reste une cérémonie religieuse. En effet, l’échange des consentements doit avoir lieu soit entre le futur époux et le tuteur matrimonial de la mariée mais en présence de deux témoins [requis aux fins de preuve] et du tuteur matrimonial. L’obligation de procéder à un mariage religieux complique évidemment les relations privées internationales (…) »
Pratiquement en Algérie, la conversion, à l’islam est indispensable. La conversion proprement dite obéit à « un processus très simple pour laquelle il n’existe pas de méthode à suivre, comme c’est le cas par exemple pour le baptême pour le christianisme. Il n’est pas non plus nécessaire d’avoir recours à un savant musulman, un imâm ou une organisation pour cela. On peut le faire seul, bien que la meilleure solution pour cela reste effectivement de prendre contact avec le responsable d’une instance islamique reconnue, ou d’un centre ou d’une organisation islamique ou encore d’une mosquée, afin d’obtenir un minimum de renseignements sur l’islam et ses préceptes ». Pour devenir musulman il suffit de prononcer la chahada, l’attestation de foi : « Ach ha dou allâ’ilâha illâlâha wa ach ha dou anna mouhammadan abdouhou wa rasoûlouh » : « J’atteste qu’il n’y a point d’autre divinité que Dieu, et j’atteste que Mahomet est le Messager de Dieu ». S’ensuivent diverses professions de foi. Il est vivement conseillé d’obtenir un document attestant la « re-conversion » auprès de l’imâm de la localité la plus proche. Les mariages chrétiens (catholiques, protestants, orthodoxes) ou mosaïques, pour ne retenir que les religions les plus pratiquées en France, sont quasiment impossibles du point de vue algérien, très fortement marqué par l’islam qui exclut toute mixité. Inversement, la conversion d’une musulmane à une autre religion la rangera au rang de l’apostasie, avec toutes les conséquences que cela entraînera du point de vue juridique (droit civil), de sa famille, de son entourage, de ses ami(e)s.

#### Les conditions tenant au consentement et à l’âge
Acte d’amour mais aussi de foi, dans certains cas, acte social du fait de l’intégration du promis ou de la promise dans la famille et la communauté de l’autre, le consentement est en principe libre : « Il n’y a pas de mariage s’il n’y a point de consentement » (art. 146 C. civ.) dans le droit français, avec des tempéraments, tenant aux mariages « arrangés » dans certaines familles traditionalistes nostalgiques de l’Ancien Régime. Il convient de rappeler que les clauses d’aliénation au droit matrimonial sont contraires à l’ordre public (art. 6 C. civ.), mais les traditions demeurent parfois vivaces, et si les deux futurs conjoints ne s’y opposent pas, ils peuvent contracter une union dictée par la volonté familiale. Tout ce qui importe, c’est qu’à l’occasion de la célébration du mariage, chacun exprime son « libre » consentement au mariage par devant le maire ou l’un de ses adjoints.
La règle, en droit français, demeure donc en principe la liberté matrimoniale. Elle s’infère a contrario du texte de l’article 144 du code civil, dans sa nouvelle rédaction issue de la Loi du 4 avril 2006 : « L’homme et la femme ne peuvent contracter mariage avant dix-huit ans révolus ». « Néanmoins, il est loisible au procureur de la République du lieu de célébration du mariage, d'accorder des dispenses d'âge pour des motifs graves ». Suit un tempérament inscrit à l’article 148 : « Les mineurs ne peuvent contracter mariage sans le consentement de leurs père et mère ; en cas de dissentiment entre le père et la mère, ce partage emporte consentement », disposition façonnée par trois lois du premier tiers du XXe siècle(art. 149 C. civ. et s., ainsi que les art. 158 et s. abrogés par Ordonnance nº 2005-759 du 4 juillet 2005 art. 18. Or, à l’égard d’enfants mineurs, les réticences des parents de la jeune fille ou du jeune homme de les voir s’expatrier dans un pays étranger tel que l’Algérie, dans l’ignorance de l’accueil qui leur sera réservé, paraît légitime.
En Algérie les mariages décidés par les ascendants ou la famille plus généralement sont beaucoup plus fréquents, encore que le consentement doit en principe être libre mais « accompagné » : (code de la famille de 1984, art.9 : « Le mariage est contracté par le consentement des futurs conjoints, la présence du tuteur matrimonial (le wali - initialement le tuteur matrimonial ou « préfet », selon le contexte) et de deux témoins ainsi que la constitution d’une dot. Le Wali (généralement, le père, mais, depuis l’Ordonnance de 2005, El-wali peut être « toute personne » du choix de la prétendante -à défaut, le wali sera le juge- ne peut cependant « empêcher la personne placée sous sa tutelle de contracter mariage si elle le désire et si celui-ci lui est profitable. En cas d’opposition, le juge peut autoriser le mariage, sous réserve de l’article 9 de la présente loi (consentement des deux époux) » : art. 12 du code de la famille de 1984 : la notion de « profit » paraît assez honorable dans l’intérêt de la femme ; mais il s’agit, en Algérie, de forger des alliances familiales qui forment socialement un tissu aux mailles très resserrées, aux origines tribales: plus la famille est nombreuse, plus elle est opulente. Dans le même esprit, contradictoire sur le consentement à deux ou à trois (avec le tuteur matrimonial), « il est interdit au wali (tuteur matrimonial) qu’il soit père ou autre, de contraindre au mariage la personne mineure placée sous sa tutelle de même qu’il ne peut la marier sans son consentement -art. 13-»). Le consentement jouera après, avec l’accord du père algérien, ou de son tuteur. Cela est très loin du principe français d’égalité qui, certes, n'est pas pleinement appliqué, notamment dans le milieu professionnel. En matière matrimoniale, c’est la pleine égalité des époux ; aussi ne faut-il pas oublier que la femme française est protégée par son statut personnel (fait de détenir une nationalité conférée par l'État qui assure la protection de ses ressortissants au sein de ses frontières comme à l'étranger) car le code algérien de la famille de 1984 n’a vocation qu’à régir les rapports entre Algériens (v. cep. art. 31 nouv. C. fam. alg. 1984 (réd. Ord. 2005)). La femme algérienne est, elle, quasiment considérée comme une incapable majeure (Coran, An’ Nisa, 4e sourate, texte de droit civil, militaire, et de dévotion), ce qui entre en contradiction avec le régime proclamé de libre consentement de l’épouse.
Cet accord sera le plus souvent suspendu à la confession du futur conjoint français, mais à d’autres facteurs encore, qui peuvent être fort raisonnables (assurance requise que sa fille puisse être matériellement à son aise, qu’elle ait terminé ses études et trouvé un travail…).
Quant aux conditions tenant à l’âge, celles-ci sont à peine plus sévères dans les mariages civils algériens : l’article 7 du code de 1984 disposait que « La capacité de mariage est réputée valide à vingt et un ans révolus pour l’homme et à dix huit ans révolus pour la femme. Néanmoins, l'Ordonnance de 2005 a aligné l'âge nubile de l'homme et de la femme à 19 ans (article 7 nouv C. alg. fam.). Existe un tempérament, comme en droit français : Toutefois, le juge peut accorder une dispense d’âge pour une raison d’intérêt (?!) ou dans un cas de nécessité »; plus explicite, l'Ordonnance de 2005 a amendé le texte : « Le juge peut accorder une dispense d'âge pour une raison d'intérêt (?!) ou en cas de nécessité, lorsque l'aptitude (sic) au mariage est établie. Le conjoint mineur acquiert la capacité d'ester (d'agir) en justice, quant aux droits et obligations résultant du contrat de mariage ». Il s'agira par exemple de la fiancée enceinte, laissée sans statut matrimonial avant sa majorité nubile civile, lorsque les noces religieuses peuvent avoir déjà été consommées. Mais le droit musulman est peu regardant sur la consécration civile. M. Salah-Bey cite un arrêt de la Cour suprême algérienne selon lequel :

« Il est établi en doctrine musulmane et en jurisprudence, qu’est valide tout mariage remplissant les conditions du droit musulman, même s’il n’est pas inscrit à l’état civil, et qu’il entraîne les effets de droit, et les droits matrimoniaux et la filiation légitime. »

— Arrêt du 25 novembre 1989

Pour une femme française, épouser un Algérien c’est, en principe, épouser l’Islam, encore que nombre d’Algériens « occidentalisés », vivant en France, sont peu regardants sinon sur les principes du moins sur la pratique de cette religion (irrespect des cinq prières quotidiennes, du jeûne, consommation de boissons alcoolisées, de viande non religieusement sacrée, voire de porc…. Quant aux mariages mixtes, le code algérien de la famille de 1984 se contente de renvoyer la question au pouvoir réglementaire : art. 31 (réd. Ord. 2005): « Le mariage des Algériens et des Algériennes avec des étrangers des deux sexes obéit à des dispositions réglementaires ». De fait, enseigne M. Salah-Bey, 
«  Le mariage est parfois subordonné à une autorisation administrative. Pour les étrangers, elle est délivrée par le wali (l’équivalent du préfet ou du juge, selon les cas) suivant l’arrêté ministériel du 11 février 1980. Lorsqu’un seul des époux a la qualité de résident, cette autorisation nécessite l’avis des services de sûreté nationale. Quant au mariage d’un Algérien avec un conjoint étranger, l’autorisation doit recueillir l’avis conforme de ces services.  »
Pour une femme algérienne désirant épouser un Français, question censée être régie par le pouvoir réglementaire avec quelque opacité, soit elle obéit aux probables commandements du père (ou autre proche parent mâle), exigeant qu’elle épouse un musulman, soit elle y contrevient et dès lors risque fort d’être mise au ban de sa famille natale, ce qui aura probablement des conséquences civiles (successorales, par exemple, mais aussi affectives et psychologiques).
Les conditions attachées à la religion, au consentement et à l’âge d’un côté comme de l’autre de la Méditerranée sont donc cruciales, il faut que chaque futur époux satisfasse aux conditions de fond et non de forme que lui impose son statut personnel, règle extraite en France de l’article 3 al. 3 du code civil précité : « Les lois concernant l’état et la capacité des personnes régissent les Français, même résidant en pays étranger », bilatéralisée, autrement dit appliquée distributivement à chaque époux : « Les conditions de fond du mariage s’apprécient distributivement selon la loi nationale de chacun des époux ». Il s'agit ici d'une règle fondamentale du droit international privé sur laquelle on reviendra infra.

#### Les fiançailles
Avant d’examiner les autres conditions des mariages franco-algériens, il faut évoquer brièvement le rôle des fiançailles en droit français et algérien.
En droit français, les fiançailles, ou « promesses de mariage », ne sont pas exigées par la loi ; la doctrine a noté l’apogée puis le déclin des fiançailles, que le code civil a délaissées alors que ce fait social engendrait, par tradition, des questions d’ordre juridique, résolues par la jurisprudence. Le problème surgit le plus souvent en cas de rupture des fiançailles, qui ne sont pas un contrat, (v. supra). Le fiancé léger, séducteur et ingrat, tout comme la fiancée indécise, timorée et renonçant finalement à l’union, dès lors qu’il y a rupture fautive des fiançailles. Plus généralement, la rupture de la promesse n’est pas fautive, pour préserver le principe de la liberté matrimoniale. Elle donne lieu à des restitutions : présents d’usage, donations, car il n’y a pas eu mariage (art. 1088 C. civ.) ; cadeaux et autres, sauf rupture fautive, à moins qu’il ne s’agisse de bijoux de famille.
Du point de vue algérien, les fiançailles accompagnent généralement le mariage religieux (fatiha : prologue du Coran); celui-ci peut être contracté et consommé par un Algérien avec une mineure (jadis, dès les premières règles de la jeune fille, le mariage pouvait être consommé. Il semble que cette pratique ait disparu des mentalités, mises à part des exceptions locales très réduites et les véritables enlèvements de mineures. Plus tard, à la majorité des « époux », officialisé par un mariage civil. À cette occasion, une dot (mahr – en français : le prix (il ne faut pas oublier que le mariage est un contrat. On l’a rapproché de la vente, mais cette vision est simpliste) - ou sadâk), qui sera tantôt symbolique, tantôt substantielle, selon les us et coutumes locales sera transmise à la fiancée (v. art. 14 du code de la famille de 1984 : « La dot est ce qui est versé à la future épouse en numéraire ou tout autre bien qui soit légalement licite » et art. 15 réd. Ord. 2005 : « La dot est déterminée dans le contrat de mariage que son versement soit immédiat ou à terme. À défaut de la fixation du montant de la dot, la dot de parité «sadaq el-mithi » est versée à l’épouse ». Par ailleurs, « La consommation du mariage ou le décès du conjoint ouvrent droit à l’épouse à l’intégralité de sa dot. Elle a droit à la moitié de la dot en cas de divorce avant la consommation » (art. 16). Enfin, « Si avant la consommation du mariage, la dot donne lieu à un litige entre les conjoints ou leurs héritiers et qu’aucun ne fournit une preuve, il est statué, sous serment, en faveur de l’épouse ou de ses héritiers. Si ce litige intervient après consommation, il est statué, sous serment, en faveur de l’époux ou de ses héritiers » (art. 17). Simple somme symbolique dans la plupart des cas, il s’agira souvent de la robe de mariée et de ses parures, qui donneront lieu à restitution en cas de rupture. Le code de la famille de 1984 comporte des dispositions civiles sur les fiançailles ; l’article 5 de ce code prévoyait que « Les fiançailles constituent une promesse de mariage ; chacune des deux parties peut y renoncer » (al. 1er), ce qui revient au même résultat que le droit prétorien français. Le régime des restitutions est en revanche plus tranché : « S’il résulte de cette renonciation un dommage matériel ou moral pour l’une des deux parties, la réparation peut être prononcée » (art. 5, al. 2) – rapprocher art. 1382 du code civil français préc. Le régime des restitutions suit l’acte de rupture : « Si la renonciation est du fait du prétendant, il ne peut réclamer la restitution d’aucun présent» (art. 5 al. 3) avec une légère variante pour la fiancée : « Si la renonciation est du fait de la fiancée, elle doit restituer ce qui n’a pas été consommé » (art. 5 al. 4). L'Ordonnance présidentielle n'a rien changé sur ce point. L’article 6 précise que les fiançailles peuvent être concomitantes à la fatiha (« ouverture » du nom de la plus importante et chronologiquement première sourate du Coran, et qu'on trouve à l'ouverture de tous les Coran) ou la précéder d’une durée indéterminée, et que, comme les fiançailles, elle est régie par les dispositions de l’article 5. L'article 6 résultant de la modification présidentielle se lit désormais comme suit: « La Fatiha concomitante aux fiançailles El-Khitba, en séance contractuelle, si le consentement des deux parties des deux parties et les conditions du mariage sont réunis, conformément aux dispositions de l'article 9 bis de la présente loi (v. infra) »

#### Les autres conditions d’ordre social et d’ordre public
La question de l'âge a été précédemment examinée ; demeurent les questions du sexe des époux, de la monogamie/polygamie, et des empêchements de parenté ou d’alliance.

##### Prohibition des mariages homosexuels
En Algérie, le mariage homosexuel est contraire à l’ordre moral et religieux (v. le Coran, le code de la famille de 1984 n’exprime pas directement cet interdit, tant il tombe sous le sens en pays musulman). Ceci s’infère indirectement du Coran, auquel obéissent toutes les lois algériennes, l’Algérie étant, faut-il rappeler, une « République démocratique populaire » très marquée par l'islam.
Le mariage homosexuel existe dans plusieurs pays occidentaux. Avant l'introduction du mariage homosexuel en France en 2013, la France  a fait un pas dans cette voie en créant le Pacte civil de solidarité (PACS) permettant notamment à deux personnes de même sexe l’acquisition de droits et l’allègement d’obligations civiles ou autres : cf. art. 515-1 C. civ.: « Le pacte civil de solidarité est un contrat conclu par deux personnes physiques majeures, de sexe différent ou de même sexe, pour organiser leur vie commune ». L’ordre public algérien ne tolérera certainement pas ce texte du fait de la présence des mots en caractère gras et n’y verra pas une alternative au mariage d’un ou d’une Algérien(ne).
L’ordre public algérien ne reconnaîtra pas davantage l’union libre à la française (néanmoins, il ne faut pas oublier la diversité sociologique : on verra à Alger des jeunes filles les cheveux au vent tenant leur petit ami par la main ; on ne verra, sans pouvoir photographier, qu’un œil d’une femme vêtue selon la coutume de Ghardaïa, dans la région du Mzab, où vivent les Ibadites du mouvement Kharijita, parmi les plus fervents dévots à l’islam), pour la même raison, le concubinage tel qu’il est actuellement défini, après la réforme de 1999 instaurant le PACS. L’article 515-8 le définit ainsi : « Le concubinage est une union de fait, caractérisée par une vie commune présentant un caractère de stabilité et de continuité, entre deux personnes de sexe différent ou de même sexe, qui vivent en couple ». L’union libre entre un Français et une Algérienne n’a en revanche a priori, en terre française, rien de blâmable, dans l’attente par exemple que les conditions tenant au consentement parental soient satisfaites (les fiançailles ouvriront possibilité d'accomplissement de l'acte de chair, dans l'attente du mariage : à défaut, en droit algérien, la femme doit se présenter vierge devant son promis).

##### Les mariages polygamiques
Le caractère impérieux de perpétuer l’espèce lors des guerres, laissant aux villages ou campements une poignée d’hommes et nombre de femmes, est la logique de la polygamie (la polygynie plus exactement), permettant à un homme d’épouser une voire plusieurs autres femmes en plus de sa première épouse (« Le Coran autorise la polygamie dans la limite de quatre épouses, mais établit également que « si tu crains de ne pas être également juste envers les épouses, n'épouse qu'une seule femme ». « Pratiquée à différentes époques dans de nombreuses sociétés, la polygynie est encore en usage dans les pays musulmans et dans certaines parties de l'Afrique, du Moyen-Orient ou du Proche-Orient où la loi islamique l'autorise. Cependant, la polygynie n'a jamais constitué la seule forme de mariage dans une société. En règle générale, seuls les hommes riches et puissants étaient en mesure d'entretenir des familles polygyniques, alors que la majorité de la population vivait dans des relations monogames. Lorsqu'un homme épouse des sœurs, cette forme de polygynie est appelée sororale [N.B. : elle est prohibée par le droit algérien et coranique]. Pour le mari, la polygynie est un type de mariage séduisant pour plusieurs raisons : elle implique une plus grande contribution économique des épouses au revenu du foyer, une disponibilité sexuelle accrue, et elle confère un statut social élevé à celui qui entretient plus d'une femme. La polygynie peut aussi s'avérer séduisante pour les femmes dans la mesure où elle leur confère un rôle dans des sociétés qui n'attribuent aucun rôle social reconnu aux femmes non mariées et où elle implique le partage avec des coépouses de l'éducation des enfants et des tâches domestiques. ». Cf. Coran, 4, 3 : « Et si vous craignez de n'être pas justes envers les orphelins…Il est permis d'épouser deux, trois ou quatre, parmi les femmes qui vous plaisent, mais, si vous craignez de n'être pas justes avec celles-ci, alors une seule, ou des esclaves que vous possédez. Cela afin de ne pas faire d'injustice (ou afin de ne pas aggraver votre charge de famille) ».
En Algérie, le Code de 1984 admet la polygamie avec quelques réserves ; son article 9 prévoit qu’« il est permis de contracter mariage avec plus d’une femme dans les limites de la sharî’a si le motif est justifié, les conditions et l’intention d’équité réunies et, après information des précédente et future épouses. L’une et l’autre peuvent intenter une action judiciaire contre le conjoint en cas de loi ou demander le divorce en cas d’absence de consentement ».
En France, la monogamie est d’ordre public. La Cour de cassation n’a de cesse de le réaffirmer : « La monogamie est un principe d’ordre public. Ainsi, ne peut produire effet en France le second mariage d’un homme de nationalité française, célébré au mépris de la loi française, cet homme étant déjà marié en Algérie, même si, au regard de la loi algérienne, celui-ci pouvait être considéré comme algérien par les autorités algériennes ». Comme le rappellent H. Batiffol et P. Lagarde, « La Cour de cassation a jugé, dans l’affaire Baaziz, que la conception française de l’ordre public international "s’oppose à ce que le mariage polygamique contracté à l’étranger par celui qui est encore l’époux d’une Française produise ses effets à l’égard de celle-ci"(…) » ; « s’il est estimé que la polygamie est une atteinte insupportable à l’égalité des sexes et à la dignité de la femme, il convient (…) de lui opposer l’ordre public dans tous les cas, au moins lorsque les intérêts de la première femme sont en jeu, sans distinguer la nationalité de celle-ci ». Mais l’on est bien loin des interdits de l’Islam ou encore de la discrimination raciale qui a sévi aux États-Unis jusqu’au milieu du XXe siècle. Point de polygamie avec une femme de nationalité française en France : « On ne peut contracter un second mariage avant la dissolution du premier » (art. 147 C. civ.).

##### Les empêchements de parenté et d’alliance
L’inceste, tabou des tabous, est naturellement l’empêchement à mariage le plus nettement inscrit dans les droits civils français et coranique. En droit français, l’article 161 du code civil dispose qu’« en ligne directe, le mariage est prohibé entre tous les ascendants et descendants légitimes ou naturels, et les alliés dans la même ligne » ; l’article 162 poursuit : « En ligne collatérale, le mariage est prohibé entre le frère ou la sœur ». L’article 163 dispose que « Le mariage est encore prohibé entre l'oncle et la nièce, la tante et le neveu».) - Avant janvier 2005, il était distingué dans ces dispositions-ci du code, et dans d'autres encore, entre filiation légitime et naturelle-. Il existe une exception inscrite à l’article 164 : « Néanmoins, il est loisible au Président de la République de lever, pour des causes graves, les prohibitions portées : 1° par l’article 161 aux mariages entre alliés en ligne directe lorsque la personne qui a créé l’alliance est décédée » ; (Abrogé par L. n° 75-617 du 11 juill. 1975) « 2° par l’article 162 aux mariages entre beaux-frères et belles sœurs »; « 3° par l’article 163 aux mariages entre l’oncle et la nièce, la tante et le neveu ».
En droit algérien, les conjoints doivent être exempts des empêchements absolus ou temporaires au mariage légal. Si la règle générale affecte les deux époux, le code de 1984 se contente uniquement d’énoncer les empêchements affectant ce qu’il nomme « les femmes prohibées ». Sont absolus les empêchements au mariage légal ceux tenant à la parenté (C. fam. alg. 1984, art. 25 : « Les femmes prohibées par la parenté sont les mères, les filles, les sœurs, les tantes paternelles et maternelles, les filles du frère ou de la sœur ». Les oncles ont donc le droit d’épouser leur nièce, dans le silence du texte ou à l’alliance de la femme, ou au fait qu’elle allaite. Rien n’est jusqu’ici donc dit de l’époux, en revanche (art. 24, v. cep. art 30 infra). Sont temporaires les empêchements affectant les « femmes prohibées » qui sont : - déjà mariées ; - en période de « retraite légale » à la suite du décès de son mari ; - « divorcées par trois fois » par le même conjoint pour le même conjoint ; - qui viennent en sus du nombre légalement permis. L’article 30 ajoute, à l’intention de l’époux cette fois-ci : « Il est également interdit d’avoir pour épouses deux sœurs simultanément, ou d’avoir pour épouses en même temps une femme et sa tante paternelle ou maternelle, que les sœurs soient germaines, consanguines, utérines ou sœurs par allaitement ».
Le code de la famille algérien de 1984 distingue le mariage vicié du mariage nul, le premier pouvant entraîner le second (art. 32 à 35 - art. 32 C. fam. alg. 1984 : « Le mariage est déclaré nul si l’un de ses éléments constitutifs est vicié ou s’il comporte un empêchement, une clause contraire à l’objet du contrat » une phrase a été supprimée du texte par l’Ordonnance de 2005 : « ou si l’apostasie du conjoint est établie» ; art. 33 réd. Ord. 2005 : « Le mariage est déclaré nul si le consentement est vicié. Contracté sans la présence de deux témoins ou de dot, ou du « wali » lorsque celui-ci est obligatoire, le mariage est résilié avant consommation et n’ouvre pas droit à la dot» ; art. 34 : « Tout mariage contracté avec l’une des femmes prohibées est déclaré nul avant et après sa consommation. Toutefois, la filiation qui en découle est confirmée et la femme est astreinte à une retraite légale » ; art. 35 : « Si l’acte de mariage comporte une clause contraire à son objet, celle-ci est déclarée nulle mais l’acte reste valide ». Comp. En droit français la théorie et la pratique du mariage putatif, art. 201 C. civ. : « Le mariage qui a été déclaré nul produit, néanmoins, ses effets à l’égard des époux, lorsqu’il a été contracté de bonne foi (al. 1er). Si la bonne foi n’existe que de la part de l’un des époux, le mariage ne produit ses effets qu’en faveur de cet époux (al. 2)». La jurisprudence admet la putativité du mariage selon la loi de la condition violée, le régime matrimonial ayant été liquidé conformément à la loi du premier domicile conjugal;.

### Les noces et leurs effets juridiques

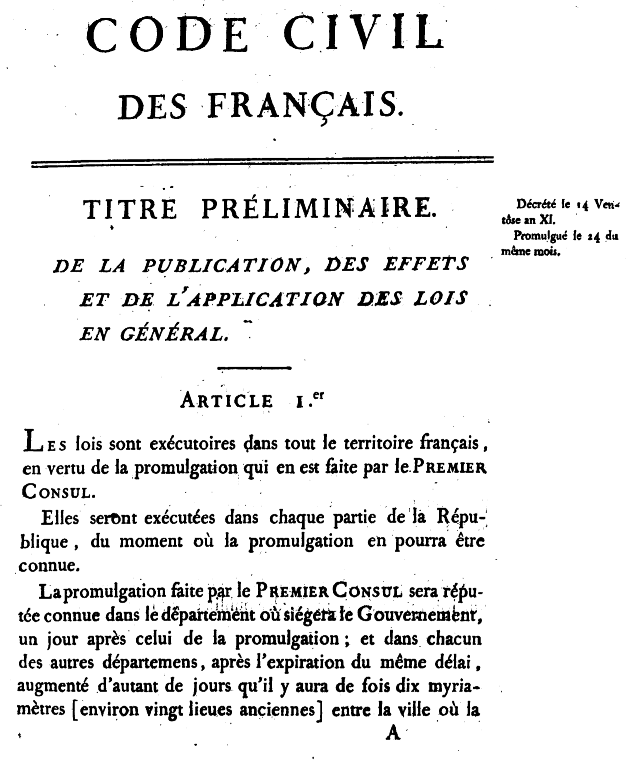
Code civil français (1804)

#### Au regard des dispositions rigoristes du droit algérien
En droit algérien, sous l’empire du Code de 1984, les droits et obligations des conjoints ont des obligations communes (art. 36 réd. Ord. 2005 – « Les obligations des deux époux sont les suivantes : 
1. Sauvegarder les liens conjugaux et les devoirs de la vie commune;
2. La cohabitation en harmonie et le respect mutuel dans la mansuétude;
3. Contribuer conjointement à la sauvegarde de la famille, à la protection des enfants et à leur saine éducation;
4. La concertation mutuelle dans la gestion des affaires familiales, et l’espacement des naissances;
5. Le respect de leurs parents respectifs, de leurs proches et leur rendre visite;
6. Sauvegarder les liens de parenté et les bonnes relations avec les parents et les proches;
7. Chacun des époux a le droit de rendre visite et d’accueillir ses parents et proches dans la mansuétude. »

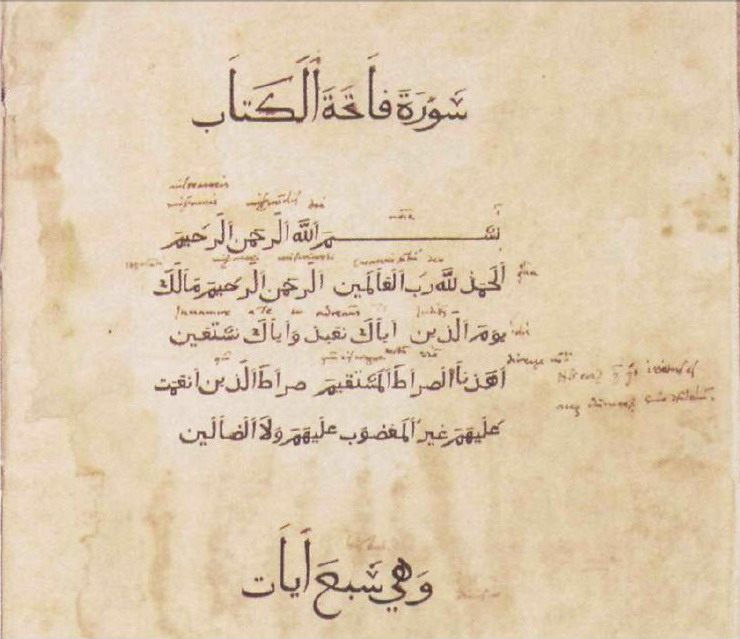
Première page du Alcoranus Arabice

L’épouse, qui a le « droit de visiter ses parents prohibés » et de disposer de ses biens en toute liberté (art. 38), l’article 39 énonce que « L’épouse est tenue de :
1. obéir à son mari et de lui accorder des égards en qualité de chef de famille ;
2. allaiter sa progéniture si elle est en mesure de le faire et de l’élever ;
3. respecter les parents de son mari et ses proches ».

#### Au regard du patrimoine de chaque époux
En droit algérien. sur le plan patrimonial, l'article. 37 nouv. C. alg. fam. dispose que: « Chacun des deux époux conserve son patrimoine. Toutefois, les deux époux peuvent convenir, dans l’acte de mariage ou par acte authentique ultérieur, de la communauté des biens acquis durant le mariage et déterminer les proportions revenant à chacun d’entre eux ».
En droit français, le Code civil, dans le Chapitre régissant les obligations qui naissent du mariage, insiste sur celles des parents à l’égard de l’enfant. À la différence du droit algérien la famille est conçue en droit français initialement comme le cercle restreint parents-enfants. Il n’est pas question dans ce Code de préservation des liens avec les ascendants, les collatéraux ou les proches comme en droit algérien. La famille née du mariage s’émancipe de celle, plus large, qui préserve cependant des droits successoraux. Ces obligations tiennent à la nutrition, l’entretien et l’éducation de l’enfant (art. 203 C. civ.). Inversement, les enfants devront, en retour, « des aliments à leurs père et mère ou autres ascendants qui sont dans le besoin » (art. 205 C. civ.). Ces obligations sont pour le surplus patrimoniales (art. 204 à 211 C. civ).
Le mariage en droit français fait naître des devoirs et des droits respectifs des époux (art. 212 s.). Ils sont bien connus, le maire les rappelle aux époux lors des noces civiles : devoir de fidélité, de secours et d’assistance (art. 212), notamment, obligation mutuelle à une communauté de vie (art. 215 al. 1er). L’égalité est de droit : « chaque époux a la pleine capacité de droit » ; mais, comme en droit algérien, des conventions matrimoniales peuvent affecter les droits et pouvoirs des époux (art. 216). Par exemple, l’article 223 prévoit que « Chaque époux peut librement exercer une profession, percevoir ses gains et salaires et en disposer après s’être acquitté des charges du mariage ». De plus « Chaque époux administre, oblige et aliène seul ses biens personnels » (art. 225). Ces dispositions-ci ne sont pas affectées par le choix du régime matrimonial (art. 226).
La preuve du mariage est similaire en droit algérien et en droit français : le Code de la famille de 1984 prévoit en son article 22 que « le mariage est prouvé par la délivrance d’un extrait du registre de l’état civil (…) » La réforme de 2005 a juridictionnalisé cette disposition : « À défaut d’inscription, il est rendu valable par jugement. Le jugement de validation du mariage doit être transcrit à l’état civil à la diligence du ministère public » (al.2). Le droit civil français s’en remet également au registre de l’état civil (art. 194 C. civ.). Il traite au surplus de la possession d’état qui « ne pourra dispenser les prétendus époux qui l’invoquent respectivement, de représenter l’acte de célébration du mariage devant l’officier d’état civil » (art. 195 ; v. aussi les art. 196 et 197).

#### Au regard de l'acquisition de la nationalité
Un droit fondamental attaché au mariage d’un(e) Algérien(ne) en France est l’octroi de la nationalité française. Celui-ci vient d’être aménagé par la loi n° 2003-1119 du 26 novembre 2003 « relative à la maîtrise de l’immigration, au séjour des étrangers en France et à la nationalité ». Un nouvel article 21-2 du code civil dispose que « L’étranger ou l’apatride qui contracte mariage avec un conjoint de nationalité française peut, après un délai de deux ans à compter du mariage, acquérir la nationalité française par déclaration à condition qu’à la date de cette déclaration la communauté de vie tant affective [on imagine bien mal le juge exercer un contrôle des affects, il n’est guère formé à la psychologie, même si par expérience il décèlera les couples d’amour et les mariages blancs] que matérielle n’ait pas cessé entre les époux et que le conjoint français ait conservé sa nationalité. Le conjoint étranger doit en outre justifier d’une connaissance suffisante, selon sa condition, de la langue française (al. 1er). »; « Le délai de communauté de vie est porté à trois ans lorsque l’étranger, au moment de sa déclaration, ne justifie pas avoir résidé de manière ininterrompue pendant au moins un an à compter du mariage » (al. 2) ; «(…)». Le code civil reste inchangé quant aux conditions de perte de la nationalité française à la demande de l’intéressé(e) (art. 23 s.) dans l’hypothèse où l’époux français veut pleinement intégrer la nationalité algérienne en rompant toute attache avec la France »
L’acquisition de la nationalité algérienne pour le conjoint français s’opère par voie de naturalisation selon les articles 09 bis du code de la nationalité algérienne (Ordonnance n ° 05-01 du 18 Moharram 1426 correspondant au 27 février 2005 modifiant et complétant l'ordonnance n° 70-86 du 15 décembre 1970 portant code de la nationalité algérienne).
Les conditions sont les suivantes :
- prouver que le mariage est légal et effectivement établi depuis trois années au moins au moment de l'introduction de la demande de naturalisation.
- avoir une résidence habituelle et régulière en Algérie.
- avoir une bonne conduite et une bonne moralité.
- justifier de moyens d'existence suffisants.

Le mariage se subdivise facultativement en France et obligatoirement en Algérie en un mariage civil et un mariage religieux (v. supra). Sur le plan des conflits de lois, MM. Batiffol et Lagarde s’interrogent sur le fait de savoir si le mariage religieux prononcé en Algérie entre un(e) Français(e) et un(e) Algérien(ne) doit être regardé comme matière de statut personnel, soumise à la loi nationale, ou matière de forme soumise à la loi du lieu de célébration ? Ils trouvent la réponse à cette question dans l’arrêt « Caraslanis » décidant que « la question de savoir si un élément de célébration du mariage appartient à la catégorie des règles de forme ou à celle des règles de fond devait être tranchée par les juges français suivant lesquelles le caractère religieux ou laïc du mariage est une question de forme ».
Du point de vue du juge français au regard du droit algérien, selon la catégorie de qualification française, la lex loci celebrationis régit les conditions de forme, consiste dans quelques articles du code de 1984 : Selon l’article 18 du code de 1984, « L’acte de mariage (civil) est conclu devant un notaire ou un fonctionnaire légalement habilité (…) », sous réserve des dispositions afférentes au consentement des époux (v. art. 9 préc.). L’Ordonnance présidentielle de 2005 a partiellement répondu aux attentes des mouvements féministes libéraux en ancrant davantage le droit civil la démarche des époux : « L’acte de mariage est conclu devant un notaire ou un fonctionnaire légalement habilité (…) ». De même, l’article 19 dispose désormais que « Les deux conjoints peuvent stipuler dans le contrat de mariage ou, dans un contrat authentique, toute clause qu’ils jugent utile, notamment en ce qui concerne la polygamie et le travail de l’épouse, à moins que les conditions ne soient contraires aux dispositions de la présente loi », l’article 20 autorise le mandat sur procuration, l’article 21 renvoie au code de l’état civil les procédures d’enregistrement de l’acte de mariage.

## L’effacement et la rupture de l’union maritale franco-algérienne comparés
Mariage non consommé, violences conjugales ou sur enfants, différends patrimoniaux, discordes familiales, les droits français comme algérien prévoient les cas de divorce et de séparation de corps. C’est sans doute en ce domaine que la précarité de la situation de la femme algérienne est la plus alarmante, l’époux étant en droit de répudier une épouse, sur quoi nous passerons brièvement compte tenu des recherches approfondies déjà effectuées à ce sujet (A), puis sur les cas de divorce, de leurs conditions et de leurs effets (B).

### La rupture unilatérale du lien matrimonial
En Algérie comme en France, le mariage se dissout par la mort de l’un des époux et par le divorce légalement prononcé. Le droit musulman prévoit toutefois une autre forme de rupture qui lui est propre.
L’hypothèse est, dans le cadre de cette étude, d’école, compte tenu du très faible nombre de femmes franco-algériennes (et moins encore franco-algériens) vivant en Algérie, la répudiation musulmane (1) étant contraire à l’ordre public international français, comme vient de le réaffirmer la Cour de cassation. En dehors de ce cas extrême, en droit algérien comme en droit français, le divorce peut survenir à la suite d'une autre sorte d’initiative unilatérale (2) : le mariage pour faute ; il peut enfin intervenir d’un commun accord (3) : divorce demandé par l’un et accepté par l’autre époux, divorce sur demande conjointe. Les spécificités pour la femme algérienne répudiée ou divorcée quant aux effets de la rupture du lien conjugal (4) seront évoquées.

#### La répudiation en droit algérien de la famille
Se réclamant de précédents antiques (en droit romain, le divortium concurrençait le repudium), mais aussi médiévaux occidentaux (au Moyen Âge, « L'Église condamne donc l'adultère, plus gravement encore lorsqu'il est commis avec l'épouse du voisin ou consommé avec une juive, une païenne ou une femme de condition servile. Dans ce dernier cas, si l'union débouche sur la naissance d'un enfant, le pénitentiel oblige le mari à affranchir la femme et / ou l'enfant. Certains prévoient la répudiation d'épouses pour cause d'adultère car, comme le souligne Philippe de Novare au milieu du XIIIe siècle, lorsque les femmes « font folie et vilenies de leur corps », non seulement elles « se déshonorent et s'avilissent elles-mêmes mais salissent également leur lignage ». « Dans cet acte de chair extra-conjugal, ce n'est pas seulement le couple qui est menacé, mais l'ensemble des membres de la famille sur qui l'opprobre rejaillit ». Il faut y voir la source de la dissolution du lien conjugal pour faute plutôt que de s’arrêter à la répudiation), la répudiation islamique (talâk) remonterait au VIIe siècle selon l’étude de Roula El-Husseini Begdache ; les droits maghrébins ayant tous fait l’objet de réformes, cette thèse ne sera pas exploitée à titre comparatif contemporain de ces droits, car elle ne recouvre point le droit comparé franco-algérien du mariages, quoi qu’il faille s’investir dans la Loi sacrée, le Coran et dans la sharî’a qui « désigne la loi dans sa version la plus englobante, c’est-à-dire l’ensemble des normes morales, religieuses et juridiques contenues dans le Coran et dans la Sunna (tradition prophétique) qui nous est connue à travers des hadîth (dires et faits) attribués au prophète de l’Islam, Mahomet ; le fikh (jurisprudence) tirées de la sharî’a par les savants, les gouvernants et les juges (fukahâ c’est-à-dire spécialistes du fikh ou « jurisconsultes ») au cours de l’histoire des sociétés musulmanes et le terme technique désignant la science de la sharî’a »;. Celle-ci ne nous est pas d’un grand secours dans la mesure où elle n’aborde guère les répudiations issues de mariages mixtes, non plus que le Code de la famille de 1984 qui ne traite que des dissolutions de mariages entre Algériens, dans le silence du pouvoir réglementaire sur le droit international privé des mariages (art. 31 al. 2 préc.). La très intéressante recherche sur les qualifications de M. El-Husseini (in première partie de la thèse) se trouve contrecarrée par le droit civil français. Au surplus, seul le mariage islamique peut être rompu par répudiation : « De fait, la célébration d’un mariage civil entre époux musulmans fait échec à la faculté de répudiation quel que soit le statut personnel des intéressés. Par suite, un musulman marié civilement ne pourra pas répudier son épouse. La question peut se poser dans le cas où un étranger de statut musulman, marié civilement en France, serait tenté de répudier son épouse dans son pays d’origine. Selon notre analyse, cette démarche est impossible dans la mesure où la faculté de résiliation unilatérale du mariage n’a pu naître, puisque le contrat de mariage islamique où elle trouve sa source n’a pas été conclu ». C’est une condition de fond. À noter qu’après la « triple répudiation », le mari ne peut reprendre son épouse passé un certain délai, et après que sa femme s'est remariée et que ces secondes noces ont elles-mêmes été rompues et cela pour éviter tout abus de la procédure de répudiation offerte au mari.
La règle de conflit de lois françaises en matière de divorce procède en effet de l’article 309 du code civil, disposition unilatéraliste, selon laquelle « Le divorce et la séparation de corps sont régis par la loi française : - lorsque l’un et l’autre époux sont de nationalité française ; - lorsque les époux ont, l’un et l’autre, leur domicile sur le territoire français ; - lorsqu’aucune loi étrangère ne se reconnaît compétente, alors que les tribunaux français sont compétents pour connaître du divorce ou de la séparation de corps ». La présente étude portant sur les mariages mixtes, le juge français repoussera la répudiation.
L'hypothèse d'une épouse binationale, française et algérienne, a été confrontée à la jurisprudence de la Cour de cassation française qui a tranché en faveur de l’application du seul droit français.
Le Code algérien de 1984 ne répond pas à la question, pas plus qu’il n’aborde frontalement la répudiation islamique, question incluse implicitement dans les règles gouvernant les divorces mais en réalité régies par le droit musulman. Il n’en aménage pas moins les conséquences, principalement patrimoniales.

#### Les autres divorces sur demande unilatérale
De manière générale, en droit algérien, le divorce est « la dissolution du mariage » dans le Code algérien de la famille de 1984. « Il intervient par la volonté de l’époux ou à la demande de l’épouse dans la limite des cas prévus aux articles 53 et 54 » (art. 48). La porte est donc ouverte à la répudiation islamique évoquée plus haut, la seule volonté de l’homme s’opposant à une demande de divorce limitée. Néanmoins, le Code de la famille algérien a juridictionnalisé le divorce civil : celui-ci ne peut être établi que par jugement précédé d’une tentative de conciliation du juge, qui ne saurait excéder un délai de 3 mois (art. 49). L’épouse peut être « reprise » — comme la femme répudiée — par l’époux, sans acte judiciaire lors de la conciliation, sur acte après jugement de divorce (art. 50). Suit une disposition fortement inspirée par le droit coranique : « Tout homme ayant divorcé (entendre répudié) son épouse par trois fois successives ne peut la reprendre qu’après qu’elle ne s'est remariée avec quelqu’un d’autre, qu’elle en est divorcée ou qu’il meurt après avoir cohabité » (art. 51). La contrepartie des divorces unilatéraux et des répudiations infondés consiste dans une prestation compensatoire sans remise en cause de l’acte de volonté unilatéral : la femme a droit à des dommages-intérêts pour le préjudice qu’elle a subi, elle a en principe la garde des enfants et doit retourner auprès de son tuteur matrimonial ; si celui-ci n’accepte pas ce retour, c’est au mari de pourvoir, au droit au logement de la femme et des enfants « selon [ses] possibilités ». Subsistent deux exceptions : « Est exclu de la décision, le domicile conjugal s’il est unique. Toutefois, la femme divorcée perd ce droit une fois remariée ou convaincue de faute immorale dûment établie » (art 52). Le sort de la femme est donc suspendu à la volonté du mari et ses droits sont eux-mêmes ténus ; on le voit nettement avec la retraite légale (‘Idda) .
En droit français, historiquement, le divorce pouvait être demandé par un époux unilatéralement sous réserve d'acceptation par l'autre, lorsque le premier faisait état « d'un ensemble de faits, procédant de l'un et de l'autre, qui rendent intolérable le mainitien de la vie commune ». Cette disposition a été réformée pour rendre le divorce plus pacifique: (cf. l'art. 233 C. civ. : « Le divorce peut être demandé par l'un ou l'autre des époux ou par les deux lorsqu'ils acceptent le principe de la rupture du mariage sans considération des faits à l'origine de celle-ci. Cette acceptation n'est pas susceptible de rétractation, même par la voie de l'appel »); dès lors, le juge, s'il a acquis la conviction que chacun des époux a donné librement son accord, prononce le divorce et statue sur ses conséquences (art. 234) ; deuxième hypothèse : l'altériation définitive du lien conjugal, ouvrant droit à une demande de divorce unilatérale (art. 237). Cette altération doit être définitive et résulter de la cessation de la communauté de vie entre les époux, lorsqu'ils vivent séparés depuis deux ans lors de l'assignation en divorce (art. 238).
Le plus commun des cas d’ouverture unilatérale de demande de divorce en droit français est le divorce pour faute (art. 242 à 246 C. civ.). Le premier de ces articles prévoit, depuis le 1er janvier 2005, que « Le divorce peut être demandé par l'un des époux lorsque des faits constitutifs d'une violation grave ou renouvelée des devoirs et obligations du mariage sont imputables à son conjoint et rendent intolérable le maintien de la vie commune. ». La jurisprudence est abondante sur l'ancien article 242, fort semblable au nouveau. Peu de différences, donc avec la nouvelle version : la jurisprudence antérieure à la réforme de 2004 est mutatis mutandis transposable en 2006. Ne sera ici retenu que le « zèle excessif touchant la pratique de la religion, lorsqu’il est source de perturbation dans la vie familiale ». Le fanatisme, l’extrémisme religieux peuvent être périlleux pour la famille. Les excès en tout genre le sont. (v. déjà Coran, 4, 15. « Celles de vos femmes qui forniquent, faites témoigner à leur encontre quatre d'entre vous. S'ils témoignent, alors confinez ces femmes dans vos maisons jusqu'à ce que la mort les rappelle ou qu'Allah décrète un autre ordre à leur égard »).
En droit algérien, l’épouse a le choix entre sept cas de demandes de divorce :
En principe général, pour « faute ou fait assimilé », dont il faut exclure un cas, l’infirmité empêchant la réalisation du but visé par le mariage (la procréation) (art. 53, al. 2 C. alg. fam. 1984). 
1. « pour défaut de paiement de la pension alimentaire prononcée par jugement à moins que l’épouse eut connu l’indigence de son époux au moment du mariage (…) » ;
2. « Pour refus de l’époux de partager la couche de l’épouse pendant plus de quatre mois»[59]. En droit musulman, il est constant que la consommation du mariage opère dès « le transfert (sic) de l’épouse au domicile conjugal, l’isolement dans la chambre nuptiale, la fermeture de la porte… »[60];
3. « Pour condamnation du mari à une peine infamante privative de liberté pour une période dépassant une année, de nature à déshonorer la famille et rendre impossible la vie en commun et la reprise de la vie conjugale ».(Rappr. art. 243 C. civ. fr.) : (le divorce) « peut être demandé par un époux lorsque l’autre a été condamné à l’une des peines (L. n° 92-1336 du 16 déc. 1992, art. 136) « prévues par l’article 131-1 du code pénal »).
4. « Pour absence de plus d’un an sans excuse valable ou sans pension d’entretien ». (Faut-il penser que le divorce ne peut être demandé même passé un an si l’époux continue de verser la pension d’entretien ?).
5. « Pour tout préjudice légalement reconnu comme tel notamment par la violation des articles 8 et 37 » ;
6. « Pour toute faute immorale gravement répréhensible ». (Adultère[61], inceste ou autres crimes et délits contre les enfants, violences conjugales, si difficiles à prouver… Comp. En droit français le droit à réparation cumulatif et distinct du divorce[62].
7. L’abandon du domicile conjugal en droit algérien par l’un des époux peut entraîner divorce judiciairement prononcé ouvrant droit à dommages-intérêts en faveur de la partie qui subit le préjudice (art. 55 C. fam. alg. 1984). La jurisprudence française en a fait également une cause de divorce sur le fondement de l’article 242 du Code civil, dès lors que cet abandon de famille est volage et injustifié, ce qu’apprécient souverainement les juges du fond[63].

### Les divorces d’un commun accord
En droit français, il pourrait être dit du divorce sur demande conjointe des époux qu'il est la formule la plus douce de dissolution du lien conjugal. Il est régi par les articles 230 et 232 du code civil, réformés en 2004 (art. 231 abrogé), dont on retiendra qu'il peut être demandé conjointement par les époux, lorsqu'ils s'entendent sur la rupture du mariage et ses effets, en soumettant à l'approbation du juge une convention règlant les conséquences du divorce (art. 230). Dès lors, celui-ci soit homologue la convention et prononce le divorce dans la mesure où il a acquis "la conviction que la volonté de chacun des époux est réelle et que leur consentement est libre et éclairé. Il peut néanmoins refuser l'homologation et de prononcer le divorce « s'il constate que la convention préserve insuffisamment les intérêts des enfants ou de l'un des époux » (art 232 C. civ.).
À rapprocher du divorce, la séparation de corps peut s’inscrire dans les cas de rupture unilatérale ou bilatérale. L’épouse est ici encore largement défavorisée. Le code de la famille de 1984 prévoit que l’épouse peut se séparer de son conjoint « moyennant réparation (khl’a) après accord sur celle-ci. En cas de désaccord, le juge ordonne le versement d’une somme dont le montant ne saurait dépasser la valeur de la dot de parité à l’époque du jugement » (art. 54). Disposition originale, il est prévu que « si la mésentente s’aggrave entre les deux époux et si le tort n’est pas établi, deux arbitres doivent être désignés pour les réconcilier. Les deux arbitres, l’un choisi parmi les proches de l’époux et l’autre parmi ceux de l’épouse, sont désignés par le juge à charge pour lesdits arbitres de présenter un rapport sur leur office dans un délai de deux mois » (art. 56). Enfin, les jugements de divorce ne sont pas susceptibles d’appel sauf dans leurs aspects matériels (art. 57).
Le code civil français régit, aux articles 296 et suivants, la séparation de corps, qui, selon cette première disposition, peut être prononcée à la demande de l’un des époux dans les mêmes cas et aux mêmes conditions que le divorce. Une demande reconventionnelle en divorce peut être faite par l'époux contre lequel la séparation de corps est demandée (art. 297 nouv.) En principe, la séparation de corps ne dissout pas, par elle-même, le mariage, mais elle met fin au devoir de cohabitation (art. 299 nouv.). La séparation de corps entraîne toujours séparation de biens (art. 302, al. 1er). Le devoir de secours subsiste. Les effets sont, autrement, ceux du divorce que l’on sait protecteur des intérêts de chaque époux (art. 304). La séparation de corps peut prendre fin par la reprise volontaire de la vie commune ; elle sera constatée par acte notarié ou déclaration à l’officier d’état civil. En outre, « la séparation des biens subsiste sauf si les époux adoptent un nouveau régime matrimonial (…) » (art. 305). Enfin, dans tous les cas de séparation de corps, celle-ci peut être convertie en divorce par consentement mutuel (art. 307 nouv.). La jurisprudence française règle le conflit de lois lorsque les époux sont de nationalités différentes : le divorce est soumis à la loi de leur domicile commun s’ils sont tous deux intégrés au milieu local par un établissement effectif dans le même pays ; en revanche, s’ils habitent séparément en des pays différents, le divorce est régi par la seule loi du for régulièrement saisi du divorce.

### Les effets du divorce franco-algérien
Les effets du divorce algérien à l’égard de la femme consistent essentiellement dans la retraite légale (‘Idda) de l’épouse répudiée ou divorcée. La règle se recommande des présomptions de paternité (pater is est…) connue dans les droits occidentaux. Quatre articles du Code algérien de la famille (1984) lui sont consacrés, débordant le droit du divorce ; « La femme non enceinte divorcée après la consommation du mariage est tenue d’observer une retraite légale dont la durée est de trois périodes de pureté menstruelle. La retraite légale de la divorcée ayant désespéré de ses menstrues est de trois mois à compter de la date de déclaration du divorce » (art. 58) ; « la retraite légale de la femme enceinte dure jusqu’à sa délivrance. La durée maximale de la grossesse est de dix mois à compter du jour du divorce ou du décès du mari » (art. 60) ; enfin, « La femme divorcée ainsi que celle dont le mari est décédé ne doit quitter le domicile conjugal durant sa période de retraite légale qu’en cas de faute immorale dûment établie. La femme divorcée a droit, en outre, à la pension alimentaire durant toute la retraite légale » (art. 61).
Cet aperçu des droits du mariage et du divorce, s’il ne forme qu’une fresque incomplète du droit comparé de la famille franco-algérien, donne la mesure du fossé entre, d’une part, des dispositions coutumières drapées de « droit civil », considérées souvent désuètes et incontestablement préjudiciables aux droits de la femme dont l’égalité avec ceux de l’homme en Algérie n’est pas acquise et, d’autre part, à des critiques des musulmans conservateurs attachés à leur foi et à leur tradition, jugeant trop permissif le droit français.
La rencontre d’un(e) Algérien(ne) et d’un(e) Français(e) remet en cause l’unilatéralisme de deux droits aux racines si dissemblables. Soit l’un époux se soumet aux impératifs civils ou sacerdotaux de son conjoint, soit il est condamné à vivre dans la clandestinité, à l’insu des familles, ce qui n’est pas l’objet de l’institution du mariage, regroupement social développant des solidarités – mais aussi des conflits – complexes interpersonnels.

## Autres sujets
- droit de garde (Hadana en Algérie)
- incapacités (mineurs, majeurs protégés — tutelle, curatelle, sauvegarde de justice)
- pensions alimentaires
- représentation légale
- successions
- régimes matrimoniaux[67]

#### Pour débuter
- Daniel Gutmann, Droit international privé, 4e éd., Dalloz, Paris, 2004, 345 p.  (ISBN 2-247-05538-9) ;
- J. Derrupé, Mémento de droit international privé, Dalloz.

#### Pour approfondir
- Henri Batiffol et Paul Lagarde, Traité de droit international privé, Librairie générale de droit et de jurisprudence (L.G.D.J), Paris, Tome I, 8e éd. (1993)  (ISBN 2-275-00514-5) et Tome II, 7e éd. (1983)  (ISBN 2-275-01060-2) ;
- Yvon Loussouarn et Pierre Bourel, Droit international privé, 8e éd., Dalloz, coll. « Précis », Paris, 2004, 979 p.  (ISBN 2-247-05179-0) ;
- Patrick Courbe, Droit international privé, 2e éd., Armand Colin, Paris, 2003, 388 p.  (ISBN 2-247-04805-6) ;
- Pierre Mayer et Vincent Heuzé, Droit international privé, 8e éd., Montchrestien, coll. « Précis Domat », Paris, 2004, 784 p.  (ISBN 2-7076-1388-6) ;
- Bernard Audit, Droit international privé, 4e éd., Economica, coll. « Corpus », série « Droit privé », Paris, 2006, 930 p.  (ISBN 2-7178-5186-0).

#### Consulter également
- Le Juris-Classeur de droit international (LexisNexis, éditions du Juris-classeur) ;
- Le Répertoire de droit international Dalloz.